# John Medley Wood
Pour les articles homonymes, voir John Wood et Wood.
John Medley Wood, né le 1er décembre 1827 à Mansfield, dans le Nottinghamshire (Angleterre) et mort le 26 août 1915 à Durban, est un botaniste britannique qui a grandement contribué à la connaissance des fougères du Natal. On lui doit aussi l'introduction au Natal de la variété de canne à sucre Uba, résistante au virus de la mosaïque de la canne à sucre. Il était connu pour sa vaste collection de plantes du Natal.

## Biographie

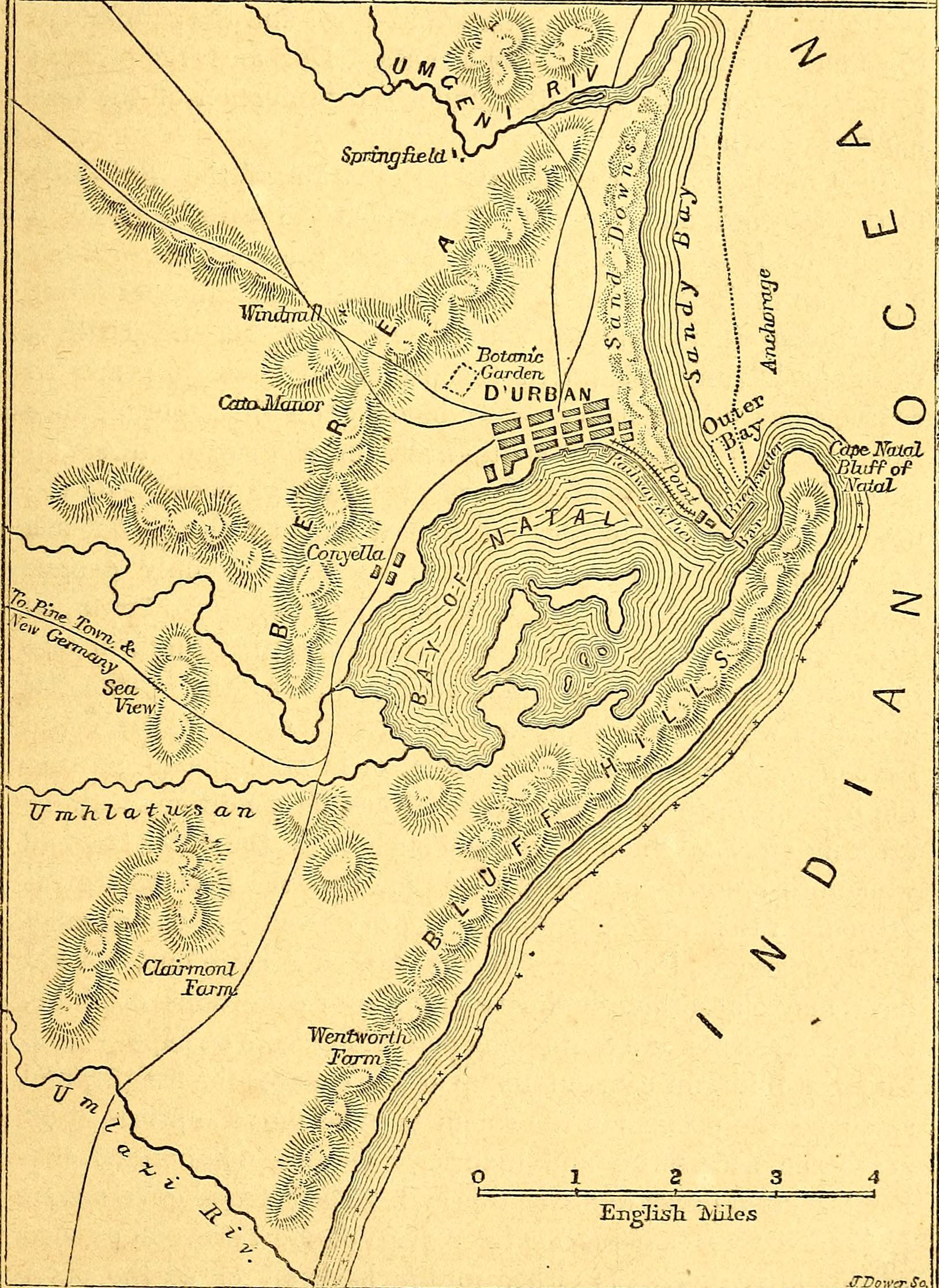
Carte de la région de Durban datant de 1859, époque à laquelle John M. Wood y réside. L'emplacement du jardin botanique y est déjà signalé.

Il est le fils de James Riddall Wood, avocat, et de Hannah Healy Weaver. Son père se remarie avec Mary Haygarth et émigre à Durban, capitale de la  colonie britannique du Natal où John, ayant passé sept ans en mer après sa scolarité, le rejoint en 1852. Rapidement, il fait l’acquisition d'une propriété à l'embouchure de la rivière Umdhloti au nord de Durban. C'est là qu'il expérimente les cultures de nouvelles plantes. Il épouse en 1855 la sœur cadette de sa belle-mère, Elizabeth Haygarth.
De santé fragile, il se voit en 1868 contraint de déménager plus loin à l'intérieur des terres, à Inanda, où il devient gérant d’un magasin et se livre à l'agriculture. Il commence alors à s'intéresser aux  cryptogames et à collectionner des fougères, des mousses et des champignons ainsi que des plantes à fleurs. Il entame aussi une correspondre avec  deux mycologues, MC Cooke à  Kew et le Hongrois Károly Kalchbrenner de Budapest. Le révérend John Buchanan, un expert local des fougères qui avait publié une liste des fougères du Natal en 1875, a aidé Medley Wood dans ce groupe. En 1880 le botaniste autrichien Anton Rehmann lui rend visite et reprend sa collection de mousses.
En raison de son intérêt croissant pour la botanique, il accepte le poste de conservateur des jardins botaniques de Durban en 1882. Dans le cadre de son intérêt pour les plantes cultivées, il découvre que la canne à sucre Uba ( Saccharum sinense L.) est adaptée aux conditions du Natal. Au cours de ces années, il collecte de nombreuses plantes dans tout le Natal et échange des spécimens qu’il possède en double avec des herbiers étrangers.

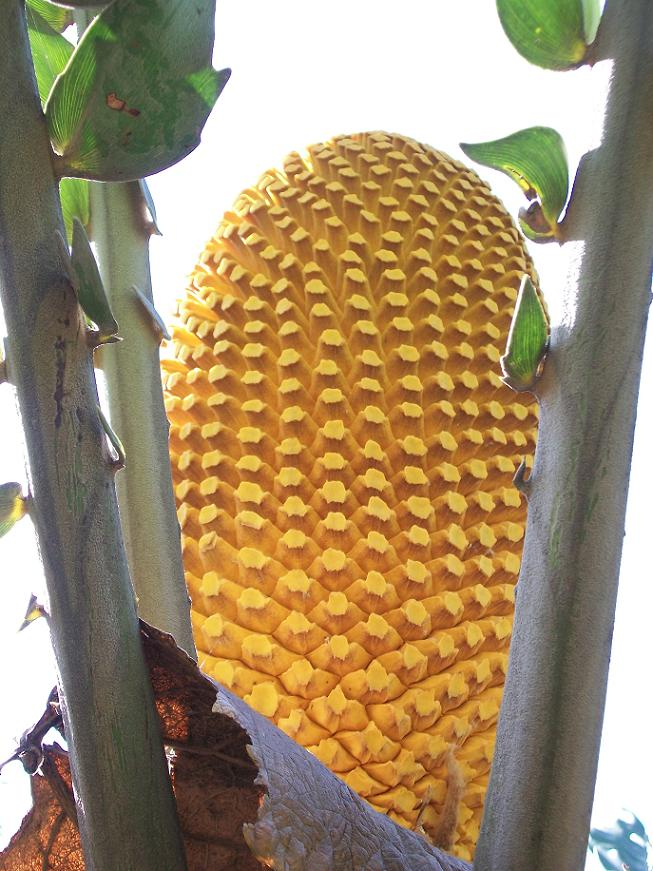
Cône mâle d'Encephalartos woodii.

Peu avant sa mort, survenue en 1915, il travaillait au septième volume de son ouvrage monumental Plantes du Natal. Deux genres botaniques, Woodia Schltr. et Woodiella Sydow, lui doivent leur nom, ainsi qu'un grand nombre d'espèces, dont cycas Encephalartos woodii Sander, qu'il est le premier à décrire, et Ceropegia Woodii, la « chaîne des cœurs ».
Il est élu membre associé de la Linnean Society of London en 1887 et nommé docteur honoris causa en sciences de l'université du Cap en 1913.

## Ouvrages
- (en) John Medley Wood, A Popular Description of the Natal Ferns: Designed for the Use of Amateurs, &c, Durban, 1877 (lire en ligne).
- (en) The Classification of Ferns, 1879.
- (en) An Analytical Key to the Natural Orders and Genera of Natal Indigenous Plants, 1888.
- (en) Preliminary Catalogue of Indigenous Natal Plants, 1894.
- (en) John Medley Wood et Maurice Smethurst Evans, Natal Plants: Descriptions and Figures of Natal Indigenous Plants, with Notes on Their Distribution Economic Value, Native Names, Etc., Etc, vol. 1 to 6, Bennett & Davis, 1912 (1re éd. 1898-1912) (lire en ligne) en six volumes, (Volume 1 avec M.S. Evans), illustraté par Miss F. Lauth et Miss M.Franks.
- (en) Handbook to the Flora of Natal, 1907.